# Ángeles Morva
Ángeles Morva ist ein mexikanischer Frauenfußballverein aus Puebla, der Hauptstadt des gleichnamigen Bundesstaates.

## Geschichte
Die Frauenfußballmannschaft von Ángeles Morva erreichte zweimal die Finalspiele um die mexikanische Frauenfußballmeisterschaft.
Beim ersten Versuch in der Clausura 2012 scheiterte sie gegen Investigadoras PF. In dieser Spielzeit gehörte die 21-jährige deutsche Frauenfußballerin Tina Dergman zur Mannschaft. Sie war dem Verein beigetreten, um sich während ihres Studiums in Puebla in Form zu halten. Dergman verglich die Spielstärke der noch jungen mexikanischen Frauenfußballliga mit dem Niveau der zweiten Liga in Deutschland.
Anderthalb Jahre später scheiterte Ángeles Morva in der Apertura 2013 gegen die Contadoras de la FCA UASLP.

## Stadion und Trainingsgelände
Die Heimspiele werden im Estadio Capula der Stadt Tepotzotlán ausgetragen, wo sich die Heimat des Ligarivalen Centellas de Tepozotlán befindet.
Seit Januar 2014 absolviert die Mannschaft ihre Trainingseinheiten auf dem Gelände El Rey del Futbol Rápido in Puebla, das sich in unmittelbarer Nähe des Mercado Independencia befindet.